# Euphorbia characias
Euphorbia characias é uma espécie de planta com flor pertencente à família Euphorbiaceae. 
A autoridade científica da espécie é L., tendo sido publicada em Species Plantarum 463. 1753.

## Portugal
Trata-se de uma espécie presente no território português, em Portugal Continental. Nativa da região, não se encontra protegida por legislação portuguesa ou da Comunidade Europeia.[carece de fontes?]